# Estadio Benigno Quintana
El Estadio Benigno Quintana (conocido popularmente como Estadio del Club Independencia de Yaguarón) es un estadio de fútbol de Paraguay situado en Yaguarón, departamento de Paraguarí. Tiene una capacidad para 2500 espectadores y es propiedad del Independencia FBC, de la tercera división.
El complejo se encuentra ubicado en el centro urbano mismo de la ciudad, a unos 200 metros de la ruta PY01. El recinto cuenta también con una piscina, una cancha de voley y una cancha de fútbol de salón, y a veces es utilizado por otros equipos de la Liga Yaguaronina de Deportes (cuarta división) y también para eventos sociales de la ciudad.

## Origen del nombre
El predio recibe su nombre en honor a Don Benigno Quintana fundador del club y uno de sus primeros dirigentes durante sus primeros años de existencia. También es llamado popularmente como "La Cueva", "La Cueva del Teju Jagua" o "El Estadio Mitológico" por los apodos que tiene el club.

## Historia
En sus primeros años el predio inicialmente era solo una cancha, luego con el paso del tiempo se construyeron las primeras graderías de madera, teniendo una capacidad para 1.000 personas, hasta que en el año 2020 el estadio sufrió una pequeña remodelación para poder recibir partidos de la Copa Paraguay 2021, esto hizo que la capacidad aumentara a 2.500 espectadores sentados en las graderías, así como una mejora en la lumínica, la pintura y la infraestructura del lugar en general.